# Tortula ericaefolia
Tortula ericaefolia är en bladmossart som beskrevs av Lindberg 1879. Tortula ericaefolia ingår i släktet tussmossor, och familjen Pottiaceae. Inga underarter finns listade i Catalogue of Life.